# Antoine Simon

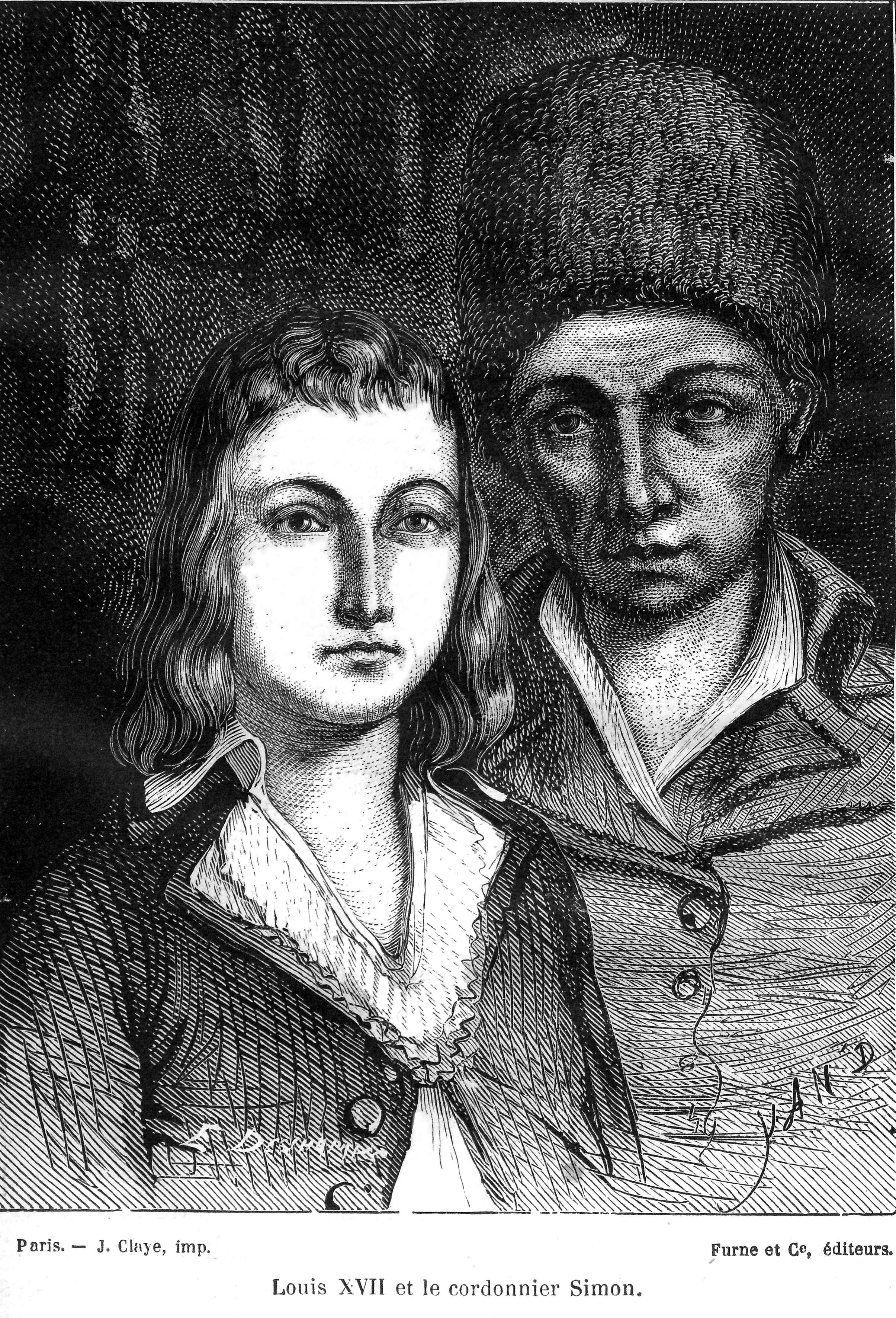
Louis XVII (links) en Antoine Simon (rechts)

Antoine Simon (Troyes, Frankrijk, 1736 - Parijs, 1794) was een schoenmaker in de Rue de Cordeliers in Parijs. Hij was lid van de Cordeliers en gouverneur van Lodewijk XVII in de Temple.
Koningsgezinde auteurs schilderden Simon af als een bruut van een kerel. Mismaakt, ongemanierd, verslaafd aan de drank en met een geur van een geitenstal. Auteur Georges Bordonove typeert Simon als een man met een beperkte intelligentie, volledig gewijd aan de ideeën van de Franse Revolutie en sterk beïnvloed door Pierre-Gaspard Chaumette en Jacques-René Hébert.
Hij scheen een wantrouwen te koesteren jegens Maximilien Robespierre en de Montagnards die hij beschouwde als burgerlijke aristocraten. Hoewel hij een hekel had aan de koning en de koningin, koesterde hij zekere vaderlijke gevoelens voor de dauphin.
Op 28 juli 1794 werd Simon vlak na Robespierre veroordeeld tot de dood op de guillotine.